# أناهات

أناهاتا مع دائرة ذروتها حول نجمة سداسية

أناهات (بالسنسكريتية: अनाहत)، (بالإنجليزية: Anahata)، ويعني «اللا تصادم»، أو شاكرا القلب هي الشاكرا الأساسية الرابعة، وفقًا للتقاليد الهندوسية اليوغية والشاكتا والتانترا البوذية. ترتبط أناهاتا بالتوازن والهدوء والصفاء.

## وصف

### موقع
تقع شاكرا القلب في القناة المركزية للعمود الفقري بالقرب من القلب.

### مظهر
يتم تمثيل أناهاتا بزهرة اللوتس ذات اثنتي عشرة بتلة. توجد في الداخل منطقة دخانية عند تقاطع مثلثين، مما يخلق شاتكونا. الشاتكونا هو رمز يستخدم في الهندوسية يانترا، ويمثل اتحاد الذكور والإناث. على وجه التحديد، من المفترض أن تُمثل بوروشا (الكائن الأسمى) وبراكريتي (الطبيعة). إله هذه المنطقة هو فايو، وهو يشبه الدخان وله أربعة أذرع، ويحمل كوشا ويركب ظباء (حيوان هذه الشاكرا). يمثل الشكل السداسي المرتبط بهذه الشاكرا الهواء الذي يتحرك لأعلى ولأسفل وفي جميع الاتجاهات الأربعة.

### الوظيفة
تعتبر أناهاتا مقرا لجيفاتمان وباراشاكتي. في الأوبنشاد، يوصف هذا بأنه شعلة صغيرة داخل القلب. تم تسمية أناهاتا على هذا النحو لأنه كان يعتقد أن الحكماء يسمعون الصوت (أناهاتا- يأتي دون ضرب/اصدام جسمين معا).
ترتبط أناهاتا بالقدرة على اتخاذ القرارات خارج نطاق الكارما. في مانيبورا وما دونها، الإنسان مقيد بقوانين الكارما والقدر. في أناهاتا، يتخذ المرء قرارات (يتبع قلبه) بناءً على الذات العليا، وليس على المشاعر والرغبات غير المحققة للطبيعة الدنيا. وعلى هذا النحو، فهي تُعرف باسم شاكرا القلب. وترتبط أيضًا بالحب والرحمة والإحسان للآخرين والشفاء النفسي. يقال إن التأمل في هذه الشاكرا يؤدي إلى السيدهي (القدرات) التالية: يصبحون أسياد الكلام، وهم عزيزون على الجنس الذي ينجذبون إليه، ويتحكم وجودهم في حواس الآخرين، ويمكنهم الخروج والدخول إلى الجسد بالإرادة.